# Dromaeschna
Dromaeschna is een geslacht van libellen (Odonata) uit de familie van de glazenmakers (Aeshnidae).

## Soorten
Dromaeschna omvat 2 soorten:
- Dromaeschna forcipata (Tillyard, 1907)
- Dromaeschna weiskei Förster, 1908